# Dolichopus victoris
Dolichopus victoris är en tvåvingeart som beskrevs av Stackelberg 1933. Dolichopus victoris ingår i släktet Dolichopus och familjen styltflugor. Inga underarter finns listade i Catalogue of Life.